# Station Ordingen
Station Ordingen is een voormalig spoorwegstation langs spoorlijn 23 (Drieslinter-Tongeren) in Ordingen, een deelgemeente van de stad Sint-Truiden.
0,0: Drieslinter ·
4,1: Zoutleeuw ·
7,0: Wilderen ·
9,9: Sint-Truiden ·
12,2: Melveren ·
13,1: Bernissem ·
15,4: Ordingen ·
18,7: Hoepertingen ·
22,0: Rullingen ·
22,6: Borgloon ·
24,3: Kerniel ·
27,3: Jesseren ·
28,9: Piringen ·
33,4: Tongeren